# Franz Reinprecht
Franz Reinprecht (* 21. November 1886 in Leoben, Steiermark; † 30. August 1929 in Baden, Niederösterreich) war ein österreichischer Politiker (CSP).

## Leben
Franz Reinprecht wuchs, obwohl im Leobener Stadtteil Waasen geboren, in Friesach in Kärnten heran, wo er die Volksschule besuchte. Nach der Matura am Gymnasium in Klagenfurt am Wörthersee studierte er an der Universität Wien Rechtswissenschaften. 1914 promovierte er. Ab 1918 fand er Arbeit in der Post- und Telegraphendirektion in Klagenfurt, in der er bis zum Postrat, eine Art von Abteilungsleiter, aufstieg.
1918 wurde Reinprecht Abgeordneter der CSP in der Provisorischen Kärntner Landesversammlung (der spätere Kärntner Landtag), der er danach bis 1923 angehören sollte. Im März 1920 zählte er zu den Gründungsmitgliedern des Kärntner Heimatdienstes, in dem damals alle politischen Lager und Richtungen vertreten waren. Unter Vinzenz Schumy vom Landbund war Reinprecht einer von zwei Stellvertretern. Ab 1922 übte er im Landtag das Amt des Landtagspräsidenten aus.
Im November 1923 wurde Reinprecht in Wien als Mitglied des Bundesrats vereidigt. Er war Bundesrat bis zu seinem Tod, sechs Jahre später. Vom 1. Dezember 1925 bis zum 31. Mai 1926 saß Reinprecht der zweiten österreichischen Parlamentskammer als Bundesratspräsident vor.
Franz Reinprecht starb im August 1929, im Alter von 42 Jahren.
Er war Mitglied der katholischen Studentenverbindung Karantania Klagenfurt und als solches Gründer der Gothia Klagenfurt (nach dem Zweiten Weltkrieg aufgegangen in Babenberg Klagenfurt) und der KÖStV Rudolfina Wien (seit 1907).
Heute trägt der Franz-Reinprecht-Weg in Klagenfurt den Namen des Politikers.